# Bretiliu
Bretiliu este un medicament antiaritmic de clasă III. A fost folosit clinic pentru prima dată în anul 1959, pentru tratamentul hipertensiunii arteriale.
Medicamentul a fost utilizat în urgențele medicale cardiologice, în special în anii 1980-1990, pentru tratamentul tahicardiei ventriculare și al fibrilațiilor ventriculare acute, refractare la tratamentul cu lidocaină sau defibrilare. Utilizarea sa a fost retrasă de FDA în 2011.